# Promachus entebbensis
Promachus entebbensis är en tvåvingeart som först beskrevs av Hobby 1936.  Promachus entebbensis ingår i släktet Promachus och familjen rovflugor.
Artens utbredningsområde är Uganda. Inga underarter finns listade i Catalogue of Life.